# Geoffrey Van Orden
Brigadiere Geoffrey Charles Van Orden (Waterlooville, 10 aprile 1945) è un politico britannico, membro del Partito Conservatore e europarlamentare dal 1999 al 2020.

## Gioventù e carriera
Van Orden frequentò la Mons Cadet School, una scuola militare, e si unì all'Intelligence Corps dell'esercito britannico nel 1964. Nel 1966 fu promosso tenente, nel 1970 a capitano, nel 1977 a maggiore, nel 1983 a tenente colonnello, nel 1988 a colonnello e infine a brigadiere nel 1991. Nello stesso anno gli fu assegnato l'onorificenza dell'Ordine dell'Impero britannico.
Dal 1964 al 1985 ha servito l'esercito britannico in tutto il mondo. Nel 1985 è diventato formatore per il personale della Bundeswehr di Amburgo. Dal 1988 è diventato capo del personale del settore britannico a Berlino Ovest. Nel 1990 ha lavorato per il Joint Intelligence Committee, che supervisiona i servizi segreti britannici. Dal 1991 al 1994 ha lavorato come segretario esecutivo dello staff militare internazionale presso la sede della Nato a Bruxelles.
Tra il 1995 e il 1999 è stato consulente della Commissione europea su questioni estere e di sicurezza. Nel 1999 è stato eletto al Parlamento europeo per il Partito Conservatore.

## Parlamento europeo
Dopo la sua elezione al Parlamento europeo, Van Orden è diventato il portavoce dei conservatori per la politica di sicurezza. A partire dal 2002 è vicepresidente della commissione per gli affari esteri, i diritti dell'uomo, la sicurezza comune e la politica di difesa. Durante l'adesione della Bulgaria all'UE, Van Orden è stato relatore per l'Unione europea. Il suo rapporto finale, che ha presentato nel novembre 2006, ha confermato l'idoneità della Bulgaria all'adesione.
Dal 2009 al 2014, Van Orden è stato membro della commissione per gli affari esteri, della sottocommissione per la sicurezza e la difesa e della delegazione per le relazioni con l'Iran. È stato vicepresidente della commissione per i trasporti e il turismo, la delegazione alla commissione parlamentare mista UE-Turchia, la delegazione per le relazioni con l'India e la delegazione per le relazioni con l'Assemblea parlamentare della NATO.

## Posizioni politiche
Van Orden è un cosiddetto euroscettico. Era contrario all'appartenenza britannica all'area dell'euro, al trattato che adotta una Costituzione per l'Europa e al trattato di Lisbona. Per molto tempo aveva fatto una campagna per il suo partito per lasciare il Partito Popolare Europeo. Questo obiettivo è stato raggiunto nel 2009. È anche membro della Countryside Alliance e dell'International Institute for Strategic Studies.

## Vita privata
Geoffrey van Orden ha sposato Frances Elizabeth "Fanny" Weir nel 1974. La coppia ha tre figlie.